# 张文喜 (1972年)
张文喜（1972年10月—），湖北武汉人，汉族，中国共产党党员。中华人民共和国政治人物、第十三届全国人民代表大会湖北省代表。

## 生平
2018年，张文喜被选为湖北省出席第十三届全国人民代表大会代表。